# Fuente del Zodíaco
La Fuente del Zodíaco (en chino: 海晏堂) estaba en Pekín, la capital de China, en uno de los jardines del Antiguo Palacio de Verano.
La fuente era un reloj diseñado sobre la base de los 12 signos del horóscopo chino. Cada animal tenía el cuerpo en piedra y la cabeza de bronce. Cada dos horas el agua pasaba automáticamente por la estatua del animal correspondiente a ese período de tiempo. Al mediodía, el agua salpicaba simultáneamente desde todas las 12 estatuas. 
La fuente y las 12 estatuas de animales representadas fueron construidas en 1744 por el emperador Qianlong como parte de los proyectos de los misioneros Jesuitas franceses.
Los estatuas de los 12 animales fueron robadas del Antiguo Palacio de Verano durante la segunda guerra del Opio en 1860.